# Josip Jurić Grgić
Josip Jurić Grgić, hrvatski reprezentativni rukometaš
Igrač Zagreba.
S mladom reprezentacijom 2013. osvojio je srebro na svjetskom prvenstvu.